# Jeanne-Louise-Françoise de Sainte-Amaranthe
Jeanne Louis Davasse de Saint-Amarand dite Sainte-Amaranthe, née Jeanne Louise Françoise Desmier d’Archiac de Saint-Simon le 16 mai 1751 à Saintes et guillotinée le 17 juin 1794 à Paris, est une salonnière française.

## Biographie

### Débuts
Fille d'Étienne-Louis Desmier d'Archiac, marquis de Saint-Simon, le Pailly, Palaïseuil, la Grande-Résie, Pressigny, né à Tesson le 16 novembre 1709 et mort le 17 Floréal An VI, lieutenant-général des armées du roi, et de Jeanne Claude Hudelot de Pressigny, Jeanne-Louise, à la suite d’écarts de jeunesse, avait été contrainte d’épouser le 24 août 1771 François Louis Barthélemy Davasse de Saint-Amaranthe, lieutenant au Royal-Navarre cavalerie, petit-fils de l'intendant Louis François Lallemant de Lévignen et fils d'un receveur général des finances, qui se ruina au jeu, contracta des dettes et abandonna le domicile conjugal pour aller vivre, paraît-il, en Espagne. Son épouse était restée à Paris sans ressources avec deux enfants mais elle trouva un protecteur en la personne du prince de Conti. Elle put rester quelque temps à l’hôtel de Jonchères puis elle s’installa dans le quartier des affaires, rue Vivienne, où elle eut un salon.
Elle eut quelques aventures avec des gentilshommes parmi lesquels le vicomte de Pons qu’on disait le père de sa fille, puis, ayant rencontré le sieur Joseph Aucane, négociant revenu des colonies où il avait été exilé quelques années pour dettes lui aussi, elle prit le nom de « Sainte-Amaranthe » et transforma son salon en maison de jeu.

### Ouverture du «50»
Le jeu était plus qu’une mode, c’était un usage et quasi une obligation sociale dans une partie de la haute noblesse. Des sommes énormes étaient englouties à Versailles, notamment au « jeu de la reine », et, à Paris, dans un triangle formé par la place des Victoires, la Bourse et le Palais-Royal, de nombreuses académies de jeu – ou « clubs » – virent le jour à partir de 1780. Sévèrement contrôlés puis interdits, ces jeux étaient tenus par des « chevaliers d’industrie » et des dames du monde en rupture de ban.
Ayant réussi à attirer une clientèle brillante dans son salon trop étroit, Mme de Sainte-Amaranthe accepta la proposition d’Aucane visant à lui faire jouer le rôle d’hôtesse d’un salon de jeu. Des financements furent recueillis et entre autres, le Génois Persico, Laborde de Méréville et Charles de Sartine y placèrent des fonds. L’établissement ouvrit ses portes en mars 1792. Le salon de jeu dit le « 50 » – situé au no 50 des arcades des palais Royal – eut un succès immédiat et devint un lieu incontournable de la mondanité parisienne. Par le luxe de ses décors, par la qualité des dîners qui y étaient servis, par la diversité, le nombre du et la notoriété des habitués : d’anciens nobles et quelques révolutionnaires comme Cambacérès, François Chabot – qui le protégea un temps – ou Charles-Nicolas Osselin –, ce salon fut pendant quelques mois, une des principales attractions du Palais-Royal. Parmi ceux qui le fréquentèrent et qui en parlèrent avec plus ou moins d'exactitude dans leurs mémoires et souvenirs publiés au XIXe siècle, il y a le comte de Tilly et le comédien Fleury, sociétaire de la Comédie française.
Effrayée par les événements de septembre, Mme de Sainte-Amaranthe partit à Rouen avec sa famille, chez sa sœur Mme de Bordeaux, où ils séjournèrent trois semaines. Sa fille Charlotte-Émilie-Rose épousa à Rouen le comte de Sartines qui lui avait demandé sa main. Puis ils revinrent au Palais-Royal.

### Une officine contre-révolutionnaire
Les événements du 10 août 1792 engagèrent Mme de Sainte-Amaranthe à solidariser les intérêts de son établissement avec la contre-révolution. Or celle-ci se conjugua un temps sur le mode de l’exagération révolutionnaire. L’hôtesse des lieux toléra les révolutionnaires François Chabot ou encore François Desfieux qui approvisionnait la maison en vins fins, mais elle ne comprenait pas bien les raisons de cette politique qui la rebutait. Lucile Marchandeau de Lisle, jeune amie de sa fille, qui venait presque tous les jours au « 50 » en a dit ceci: « Mme de Sainte-Amaranthe ne pouvait se contraindre jusqu’à adopter l’étrange politique d’un grand nombre de salons élégants où l’on admettait plutôt des démagogues que des patriotes modérés ». Cette remarque, historiquement importante, prouve bien qu’il y eut véritablement, en 1793, un projet contre-révolutionnaire dont le but était de déborder la Convention sur sa « gauche ». Lucile de Lisle dont le témoignage est irremplaçable sur Mme de Sainte-Amaranthe et les siens parle des habitués parmi lesquels la princesse de Nassau - ci-devant marquise de Soyécourt - et sa fille, future duchesse Decazes, l'ambassadeur saxon de Cetto, les comédiens français "noirs" (opposés à Talma), les comtes de Kératry et de Preissac, qui dirigeaient à Suresnes une fabrique de faux assignats, MM. de Sartines, de Maupeou et de Miromesnil, tous les trois fils d'anciens ministres de Louis XVI. Tous ces gens étaient fortement politisés. Avec François Louis Jean-Joseph de Laborde de Méréville, principal bailleur de fonds de ce lieu qui, disait-il, lui rappelait « le salon de jeu de Versailles », on voyait, à l'époque du procès de Louis XVI, quelques exagérés de la Commune, les plus présentables d'entre eux car Mme de Sainte-Amaranthe n'était pas républicaine.
Malgré la fréquentation de certains habitués appartenant au parti montagnard, le « 50 » commençait à faire l’objet de dénonciations. Elles furent systématiquement enterrées pendant l’année 1793 grâce notamment aux administrateurs de la Commune, dont Froidure.

### La condamnation à mort
Lors de l’instruction du procès des Exagérés, ces dénonciations refirent surface et l’une d’entre elles émanait du sieur Pierre Chrétien, délégué par la Convention nationale aux îles du Vent (les Antilles). Il se présenta au Comité de sûreté générale et de surveillance de la Convention qui, à ce moment, sur ordre de Bertrand Barère, rapporteur au Comité de salut public, cherchait le moyen de « mouiller » Danton dans des affaires politico-financières. Il déclara « qu’il était de notoriété publique que la femme Sainte-Amaranthe tenait depuis longtemps une partie de jeux de hasard, et que la maison placée au numéro 50 du Palais-Royal était le réceptacle de tous les plus avérés contre-révolutionnaires et escrocs ».
Le 12 germinal an II, la famille de Sainte-Amaranthe fut arrêtée et enfermée à la prison Sainte-Pélagie sur la proposition et par les soins du Comité révolutionnaire de la Halle au blé. Elle fut transférée aux Anglaises, un couvent parisien transformé en prison, avec une foule d’autres détenus, sur l’ordre du Comité de sûreté générale, le 27 germinal, et deux mois après, sur l’insistance de Barère et son ami Vadier, président du Comité de sûreté générale et contre la volonté de Robespierre, la famille fut comprise dans le rapport d’Élie Lacoste sur un prétendu complot de l’étranger dont auraient été complices Mme de Sainte-Amaranthe et ses enfants.
Malgré leurs protestations, celles du comte de Sartine et d’autres prévenus, ils furent amalgamés dans la grande fournée aveugle de la prétendue conspiration de l’étranger. Mme de Sainte-Amaranthe fut envoyée avec sa fille Émilie, âgée de vingt-et-un ans, et son fils Louis de Sainte-Amaranthe, âgé de seize ans et demi à la guillotine le 29 prairial an II. Lorsqu’ils se retrouvèrent au guichet de la Conciergerie, Louis et Émilie se réjouirent de retrouver leur mère, « pâle et d’une douleur stupide », qu’ils enlacèrent, lui disant avec joie : « Ah ! maman ! nous allons donc mourir avec toi ! »